# K. I. Sawyer Air Force Base
K. I. Sawyer Air Force Base is een voormalige vliegbasis van de United States Air Force (USAF) in Marquette County, Michigan, ten zuiden van de stad Marquette. De basis werd bijna veertig jaar gebruikt tot het sluiten in 1995. Een deel van de oude basis wordt nu gebruikt als het Sawyer International Airport, een vliegveld voor vliegtuigmaatschappijen en privévluchten. 
De plaats van de oude basis is nu een Gemeentevrij gebied en Census-designated place als K. I. Sawyer en had een inwonertal van 3.064 in de volkstelling van 2020.

## Geografie
Volgens het United States Census Bureau beslaat de plaats een oppervlakte van
22,0 km², waarvan 21,9 km² land en 0,1 km² water.

## Plaatsen in de nabije omgeving
De onderstaande figuur toont nabijgelegen plaatsen in een straal van 28 km rond K, I, Sawyer AFB.